# Abdullah Zeneli
Abdullah Zeneli (ur. 25 marca 1952 roku w Sibofc i Poshtëm) – albański poeta, prozaik i wydawca. 

## Życiorys
Studiował język i literaturę albańską na Wydziale Filologicznym Uniwersytetu w Prisztinie. W 1973 roku rozpoczął pracę w wydawnictwie Rilindja. Był jednym ze współtwórców wydawnictwa Buzuku, powstałego w 1990 roku, a także współorganizatorem Targów Książki, odbywających się od 1999 roku w Prisztinie. W 1999 r., w czasie wojny na krótko opuścił Kosowo i znalazł schronienie w Korczy. Jest członkiem Ligi Pisarzy Kosowa i założycielem Stowarzyszenia Wydawców Kosowa. Sam kieruje wydawnictwem Buzuku.
Pierwsze utwory poetyckie publikował jeszcze w czasach szkolnych. Jest także autorem opowiadań, wydanych w zbiorze Ujście Driny. Obecnie jego utwory pojawiają się regularnie na łamach prasy wydawanej przez Albańczyków w Kosowie.
W 1988 przetłumaczył i wydał powieść Veljko Barbieriego - Koń trojański.

## Dzieła
- Gryka e Drinit, (Ujście Driny), Prishtinë, 1990.
- Odiseu i Bjeshkëve të Nemuna, (Odyseja Gór Przeklętych), Prishtinë, 1997.
- Toka shqiptare (Ziemia albańska), Pogradec, 2000 - publicystyka
- Vetmia e mermertë, Prishtinë 2016